# Tir als Jocs Olímpics d'estiu de 1980
Als Jocs Olímpics d'Estiu de 1980 celebrats a la ciutat de Moscou (Unió Soviètica) es disputaren set proves mixtes de tir olímpic. Les proves es realitzaren entre els dies 20 i 26 de juliol de 1980 a les instal·lacions de tir de l'Estadi Dynamo.
Hi participaren un total de 239 tiradors, entre ells 5 dones, de 38 comitès nacionals diferents.

## Resum de medalles
| Prova                                     | Or                  | Argent             | Bronze            |
| Pistola ràpida 25 metres Detalls          | Corneliu Ion        | Jürgen Wiefel      | Gerhard Petritsch |
| Pistola lliure 50 metres Detalls          | Alexandr Melentiev  | Harald Vollmar     | Lubtcho Diakov    |
| Rifle en posició estesa 50 metres Detalls | Karoly Varga        | Hellfried Heilfort | Petar Zaprienov   |
| Rifle en 3 posicions 50 metres Detalls    | Víktor Vlàssov      | Bernd Hartstein    | Sven Johansson    |
| Blanc mòbil 10 metres Detalls             | Igor Sokolov        | Thomas Pfeffer     | Alexandr Gazov    |
| Fossa Olímpica Detalls                    | Luciano Giovannetti | Rustam Yambulatov  | Jörg Damme        |
| Skeet Detalls                             | Hans Rasmussen      | Lars Carlsson      | Roberto Castillo  |

## Medaller
| Posició | País           | Or | Argent | Bronze | Total |
| 1       | Unió Soviètica | 3  | 1      | 1      | 5     |
| 2       | Dinamarca      | 1  | 0      | 0      | 1     |
| 2       | Hongria        | 1  | 0      | 0      | 1     |
| 2       | Itàlia         | 1  | 0      | 0      | 1     |
| 2       | Romania        | 1  | 0      | 0      | 1     |
| 6       | RDA            | 0  | 5      | 1      | 6     |
| 7       | Suècia         | 0  | 1      | 1      | 2     |
| 8       | Bulgària       | 0  | 0      | 2      | 2     |
| 9       | Àustria        | 0  | 0      | 1      | 1     |
| 9       | Cuba           | 0  | 0      | 1      | 1     |